# Inversão de Moro
Inversão de Moro é um algoritmo computacional para se inverter a função distribuição acumulada da distribuição normal. Ele foi desenvolvido por Bóris Moro.

## Referência
- Moro, B. The full Monte. Risk Magazine. vol. 8, no 2, February 1995, p.57-58.